# Vanderlan
Vanderlan Barbosa da Silva, conhecido simplesmente como Vanderlan (Brumado, 7 de setembro de 2002), é um futebolista brasileiro que atua como lateral esquerdo. Atualmente joga pelo Red Bull Bragantino.

## Carreira
Vanderlan começou a treinar futebol logo aos quatro anos de idade, na Lusac, uma escola de futebol de sua cidade, fundada por Paulo Henrique Pires, que foi também seu primeiro treinador. Começou a carreira jogando pelo Esporte Clube Jacuipense, da Bahia.

### Palmeiras
Fez parte do elenco do Palmeiras que foi campeão da Copinha de 2022. Em janeiro de 2021, assinou um contrato profissional com o Palmeiras. Dias depois fez sua estreia, em partida contra o Vasco da Gama, pelo Campeonato Brasileiro. Durante as temporadas seguintes, firmou-se como reserva do lateral-esquerdo titular Joaquín Piquerez. Seu primeiro gol pela equipe profissional ocorreu em outubro de 2022, ao fazer o terceiro gol da vitória por 3–0 contra o Avaí pelo Campeonato Brasileiro. Em agosto de 2023, Vanderlan renovou seu contrato com o alviverde até o final de 2027. Pela temporada de 2024, embora um interesse do Benfica, de Portugal, tenha surgido, Vanderlan estendeu seu contrato com o Palmeiras por mais um ano, até o fim de 2028.

### Red Bull Bragantino
Em agosto de 2025, Vanderlan foi anunciado como novo jogador do Red Bull Bragantino. Os valores oficiais não foram confirmados, mas, segundo o portal esportivo brasileiro ge, o Massa Bruta pagou cerca de 4,5 milhões de euros (28,4 milhões de reais, na época) pela transferência.

## Estatísticas
Atualizado até 13 de agosto de 2025

### Clubes
| Clube               | Temporada         | Campeonato nacional | Campeonato nacional | Campeonato nacional | Copa nacional[a] | Copa nacional[a] | Copa nacional[a] | Competições continentais[b] | Competições continentais[b] | Competições continentais[b] | Outros torneios[c] | Outros torneios[c] | Outros torneios[c] | Total | Total | Total   |
| Clube               | Temporada         | Jogos               | Gols                | Assist.             | Jogos            | Gols             | Assist.          | Jogos                       | Gols                        | Assist.                     | Jogos              | Gols               | Assist.            | Jogos | Gols  | Assist. |
| ------------------- | ----------------- | ------------------- | ------------------- | ------------------- | ---------------- | ---------------- | ---------------- | --------------------------- | --------------------------- | --------------------------- | ------------------ | ------------------ | ------------------ | ----- | ----- | ------- |
| Palmeiras           | 2020              | 2                   | 0                   | 0                   | —                | —                | —                | —                           | —                           | —                           | —                  | —                  | —                  | 2     | 0     | 0       |
| Palmeiras           | 2021              | 3                   | 0                   | 0                   | —                | —                | —                | 1                           | 0                           | 0                           | 3                  | 0                  | 0                  | 7     | 0     | 0       |
| Palmeiras           | 2022              | 13                  | 1                   | 1                   | —                | —                | —                | 2                           | 0                           | 0                           | 1                  | 0                  | 0                  | 16    | 1     | 1       |
| Palmeiras           | 2023              | 14                  | 0                   | 2                   | 2                | 0                | 2                | 4                           | 0                           | 0                           | 6                  | 0                  | 0                  | 26    | 0     | 4       |
| Palmeiras           | 2024              | 25                  | 0                   | 3                   | 1                | 0                | 0                | 4                           | 0                           | 0                           | 5                  | 0                  | 0                  | 35    | 0     | 3       |
| Palmeiras           | 2025              | 3                   | 0                   | 0                   | 2                | 0                | 0                | 4                           | 0                           | 0                           | 13                 | 0                  | 2                  | 22    | 0     | 2       |
| Palmeiras           | Total             | 60                  | 1                   | 6                   | 5                | 0                | 2                | 15                          | 0                           | 0                           | 28                 | 0                  | 2                  | 108   | 1     | 10      |
| Red Bull Bragantino | 2025–26           | 0                   | 0                   | 0                   | 0                | 0                | 0                | 0                           | 0                           | 0                           | 0                  | 0                  | 0                  | 0     | 0     | 0       |
| Total na carreira   | Total na carreira | 60                  | 1                   | 6                   | 5                | 0                | 2                | 15                          | 0                           | 0                           | 28                 | 0                  | 2                  | 108   | 1     | 10      |

- a. ^ Jogos da Copa do Brasil
- b. ^ Jogos da Copa Libertadores
- c. ^ Jogos do Campeonato Paulista, Supercopa do Brasil e Mundial de Clubes FIFA

## Títulos
Palmeiras

#### Categorias de base
- Campeonato Paulista Sub-20: 2019, 2020 e 2021
- Copa São Paulo de Futebol Júnior: 2022
- Campeonato Brasileiro Sub-20: 2022

#### Profissional
- Copa Libertadores da América: 2021
- Campeonato Paulista: 2022, 2023 e 2024
- Campeonato Brasileiro: 2022 e 2023
- Supercopa do Brasil: 2023[14]